# HD 52711
HD 52711 és un estel a la constel·lació dels Bessons de magnitud aparent +5,93. No té denominació de Bayer ni nombre de Flamsteed, i és coneguda pels seus diversos nombres de catàleg. S'hi troba a 62 anys llum del sistema solar.

## Característiques
HD 52711 és una nana groga de tipus espectral G4V amb una temperatura efectiva de 5.898 ± 31 K. La seva lluminositat és un 29% superior a la solar i la seva massa és de poc més d'un 3% major que la del Sol. Té un radi un 10% més gran que el radi solar, i la seva velocitat de rotació projectada és de 5,4 km/s. És un estel antic, amb una edat estimada entre 5.160 i 8.300 milions d'anys.
HD 52711 presenta una metal·licitat inferior a la solar ([Fe/H] = -0,11). En comparació al Sol, està empobrida en gairebé tots els metalls avaluats, i és el coure, amb una abundància relativa igual a 2/3 parts de la solar, on aquest empobriment és més acusat. En contrast, mostra un contingut de liti més elevat que el Sol (A(Li) = 1,95 enfront del valor solar 0,92). D'altra banda, per la seva cinemàtica és considerada un estel del disc gruixut.
L'estel conegut més proper a HD 52711 és Gliese 254, distant 2,6 anys llum. 37 Geminorum, també nana groga, s'hi troba a 7,5 anys llum d'ell.